# 渡辺昌美
渡邉 昌美（わたなべ まさみ、1930年2月26日 - 2016年6月24日）は、日本の西洋史学者、高知大学名誉教授。フランス中世史、特に異端を研究した。

## 来歴
岡山県生まれ。1953年、東京大学文学部西洋史学科卒業。1991年、「異端カタリ派の研究」で文学博士。高知大学教授、1994年、定年退官、名誉教授。中央大学教授。2000年、退職。

## 著書
- 異端者の群れ 新人物往来社 1969 (世界のドキュメント) 
  - 異端者の群れ　カタリ派とアルビジョア十字軍 八坂書房 2008.5
- 巡礼の道 西南ヨーロッパの歴史景観 中公新書 1980.2
- フランスの聖者たち 古寺巡礼の手帖 大阪書籍 1984.8 (朝日カルチャーVブックス) 
  - フランスの聖者たち 古寺巡礼の手帖 八坂書房 2008.12 増補版
- 異端カタリ派の研究  中世南フランスの歴史と信仰 岩波書店 1989.5
- 中世の奇蹟と幻想 岩波新書 1989.12
- フランス中世史夜話 白水社 1993.2、白水Uブックス 2003.12
- 異端審問 講談社現代新書 1996.7、講談社学術文庫 2021.2
- オリーヴの風 私家版 2000.7

## 翻訳
- 異端カタリ派 フェルナン・ニール 白水社 1979.1 (文庫クセジュ)
- エロティックと文明 ルネ・ネリ 有田忠郎共訳 紀伊国屋書店 1979.7
- モンタイユー　ピレネーの村1294～1324　E.ル・ロワ・ラデュリ　井上幸治・波木居純一共訳　刀水書房　1991.10
- 王の奇跡 王権の超自然的性格に関する研究/特にフランスとイギリスの場合 マルク・ブロック 井上泰男共訳 刀水書房 1998.10
- ヨーロッパの知的覚醒 中世知識人群像 フィリップ・ヴォルフ 白水社 2000.7
- 中世歴史人類学試論 身体・祭儀・夢幻・時間 ジャン・クロード・シュミット 刀水書房 2008.6

## 参考
- 渡邉昌美教授略歴および述作概要「紀要. 史学科」2000-2